# فليكس الثالث
البابا القديس فيلكس الثالث (باللاتينية: Felix III) هو بابا الكنيسة الكاثوليكية في الفترة من 13 مارس 483 إلى 3 يناير 492.
ولد فيلكس الثالث في أسرة رومانية عريقة، وهو من أسلاف البابا غريغوري الأول.
في أول مجمع عقده البابا فيلكس الثالث، أصدر قرارًا بالحرامان الكنسي على بطرس القصّار، الذي تبوأ كرسي أنطاكية بغير موافقة البابا. كما قام فيلكس عام 484 بحرمان بطرس الثالث، الذي تبوأ كرسي الإسكندرية محدثًا شقاقًا بين الكنيستين الشرقية والغربية ظلت آثاره قائمة حتى سنة 519.